# Unibet Arena
Die Unibet Arena ist eine Multifunktionsarena im Stadtteil Haabersti der estnischen Hauptstadt Tallinn. Sie ist die größte Mehrzweckhalle des Landes. Seit 2001 ist die Basketballmannschaft BC Kalev/Cramo in der Arena ansässig.

## Geschichte
Die Saku Suurhall wurde im November 2001 eingeweiht. Sie war von 2001 bis Ende 2022 nach dem Sponsor, der estnischen Biermarke Saku, benannt. Seit 2002 ist die Arena Mitglied der European Arenas Association (EAA). Seit dem 1. Januar 2023 trägt die Veranstaltungshalle den Namen Unibet Arena, nach dem Online-Anbieter von Sportwetten Unibet.
Insgesamt verteilen sich 13.220 m² Fläche auf vier Stockwerke. Jährlich finden in der Halle etwa 300 Veranstaltungen statt, davon ungefähr 70 Großereignisse. In ihr finden 10.000 Konzertbesucher Platz, davon sind 7200 Sitzplätze. Die erste Veranstaltung in der Halle war die irische Tanzshow Lord of the Dance.
Die Unibet Arena ist regelmäßiger Austragungsort von Basketball- und Eishockeyspielen. Daneben ist sie die modernste Konzert- und Musicalhalle Estlands. In der Unibet Arena fand der Eurovision Song Contest 2002 statt. Hier traten u. a. Bryan Adams, Ray Charles, David Copperfield, Deep Purple, Depeche Mode, Judas Priest, Lordi, Marilyn Manson, Mark Knopfler, Phil Collins, Rammstein, Chris Rea, R.E.M., Roxette, Ruslana Lyschytschko, Sarah Brightman, Simple Minds, Simply Red, Sting, Suzi Quatro, Vanessa-Mae, Vanilla Ninja und Vaya Con Dios auf.